# Henk Hupkes
Hendrik Willem Marius (Henk) Hupkes (Rotterdam, 15 juli 1920 – Maastricht, 27 oktober 2014) was een Nederlands architect. 

## Leven en werk
Hupkes was een zoon van Jan Geurt Hupkes, inspecteur bij de bouwpolitie, en Anna Jantina de Boer. Hij studeerde in 1939 af aan de afdeling bouwkunde van de Academie van Beeldende Kunsten en Technische Wetenschappen in zijn geboorteplaats. Hij startte een architecten- en ingenieursbureau met W.C. van Asperen (1926-1985). Hupkes bouwde onder meer woningen, een winkelcentrum en twintig kerken. De door hem ontworpen Michaëlkerk (1965) in Rotterdam, Rafaëlkerk (1966) in Zeist, Hoeksteenkerk (1967) in Capelle aan den IJssel,Marcuskerk (1968) in Delft en Andrieskerk (1971) in Amsterdam worden beschermd als gemeentelijk monument. 

### Organische architectuur
Aanvankelijk was Hupkes, zelf van hervormden huize met een predikant als grootvader, vooral voor hervormde kerken verantwoordelijk. Vanaf 1965 ontwierp hij ook, in organische bouwstijl, voor de Christengemeenschap kerkgebouwen in Zeist, Rotterdam, Amsterdam en Leeuwarden en woningen in Zeist. Hij was daarmee, voor Alberts en Van Huut, de eerste architect van grote gebouwen in deze stijl in Nederland.
Ook andere van zijn gebouwen zoals de Immanuelkerk in Rotterdam zijn door de organische architectuur beïnvloed.

## Werken (selectie)
- Winkelcentrum Schanswijk, Rotterdam, Kleinpolder (1952)
- Morgensterkerk, Rotterdam (Charlois) (1956)
- Nieuw-Apostolische kerk, Eindhoven (met Van Asperen) (1958)
- NH Verzoeningkerk, Rijswijk; Zuid-Holland (1966)[8]
- Immanuelkerk, Rotterdam (Alexander) (1968)
- Marcuskerk, Delft (1968)
- Andrieskerk, Amsterdam (Zuid) (1971)
- Valckenhof, woningen, Zeist (1984)

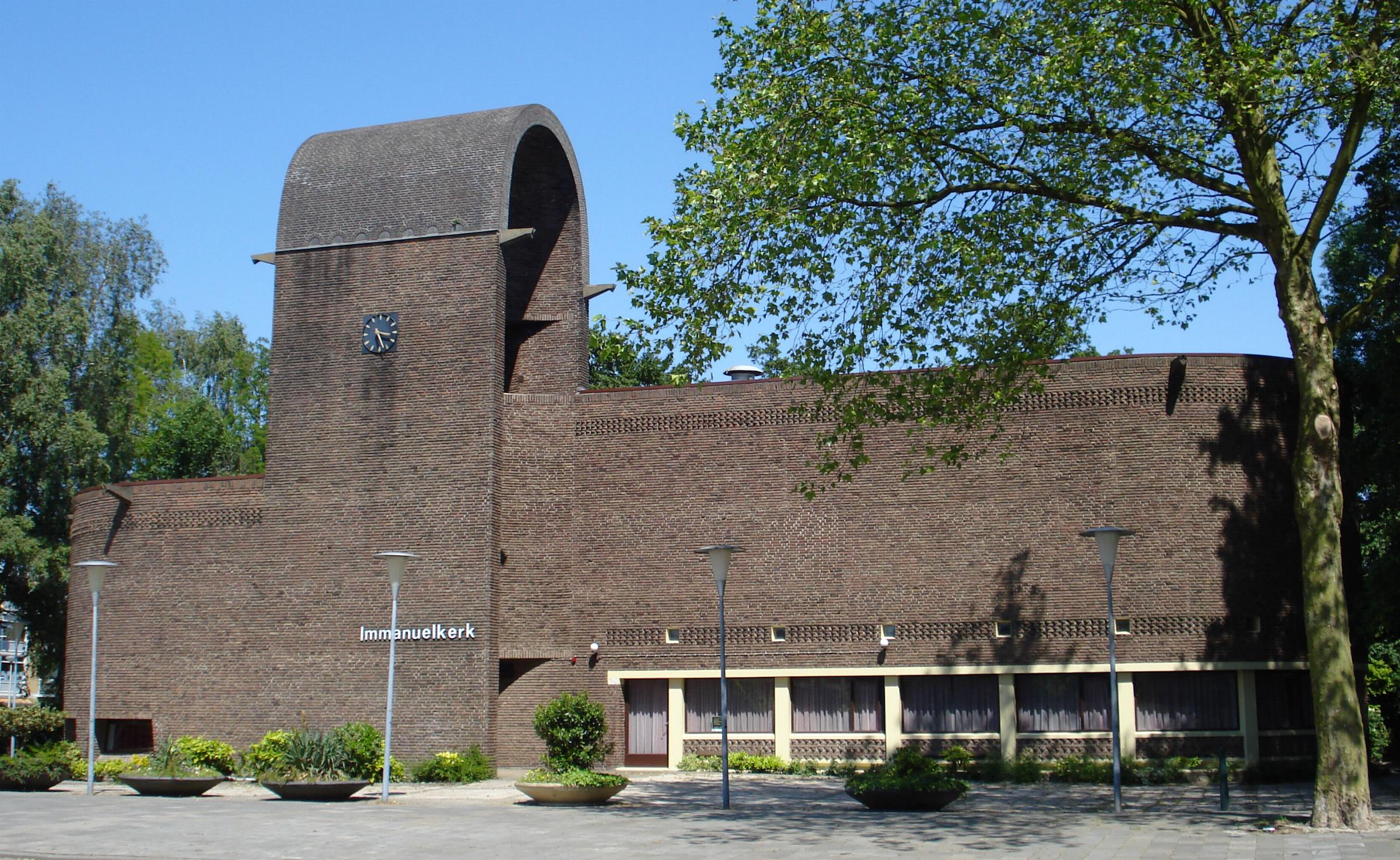
Immanuelkerk in Rotterdam
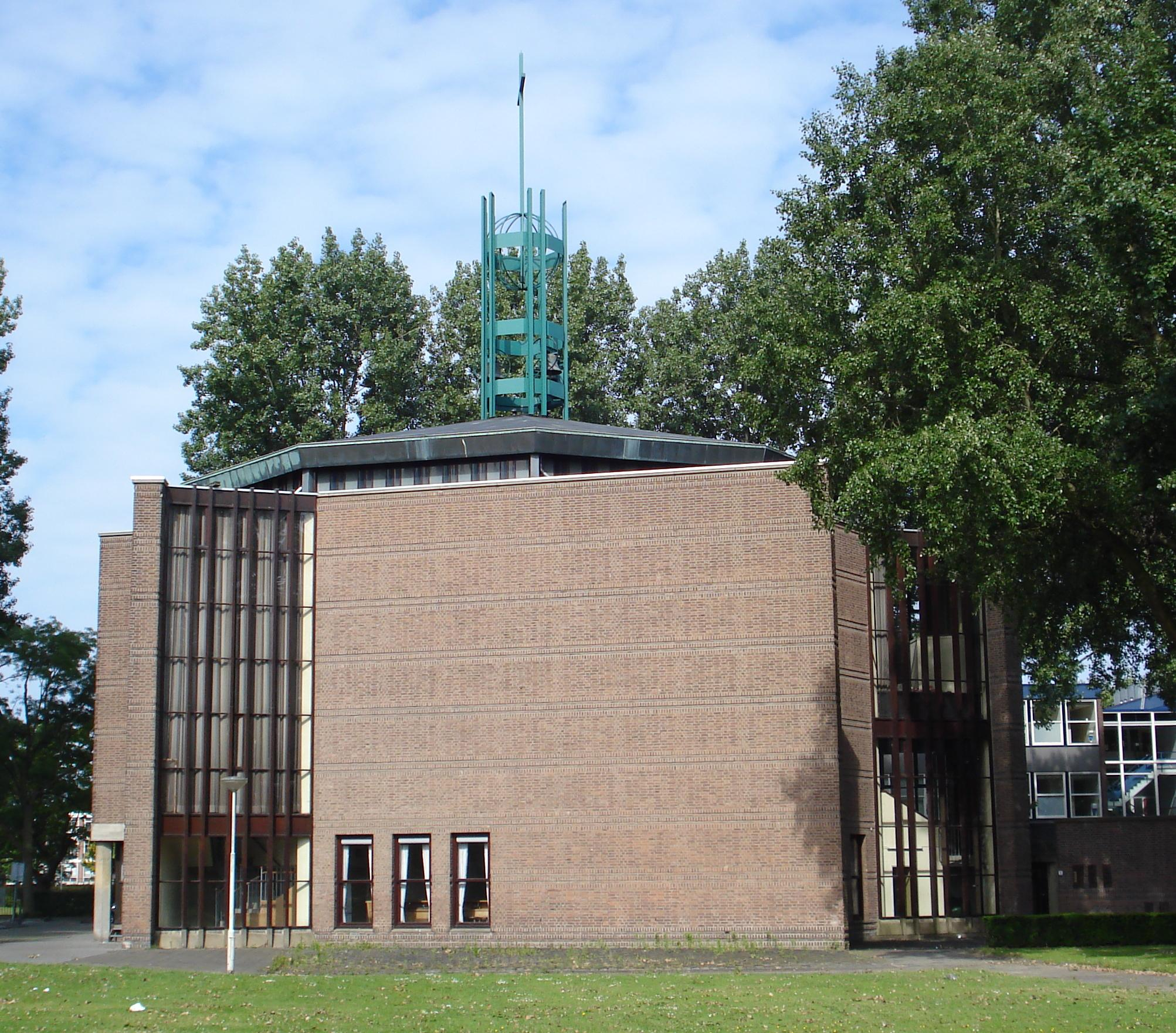
Morgensterkerk in Rotterdam
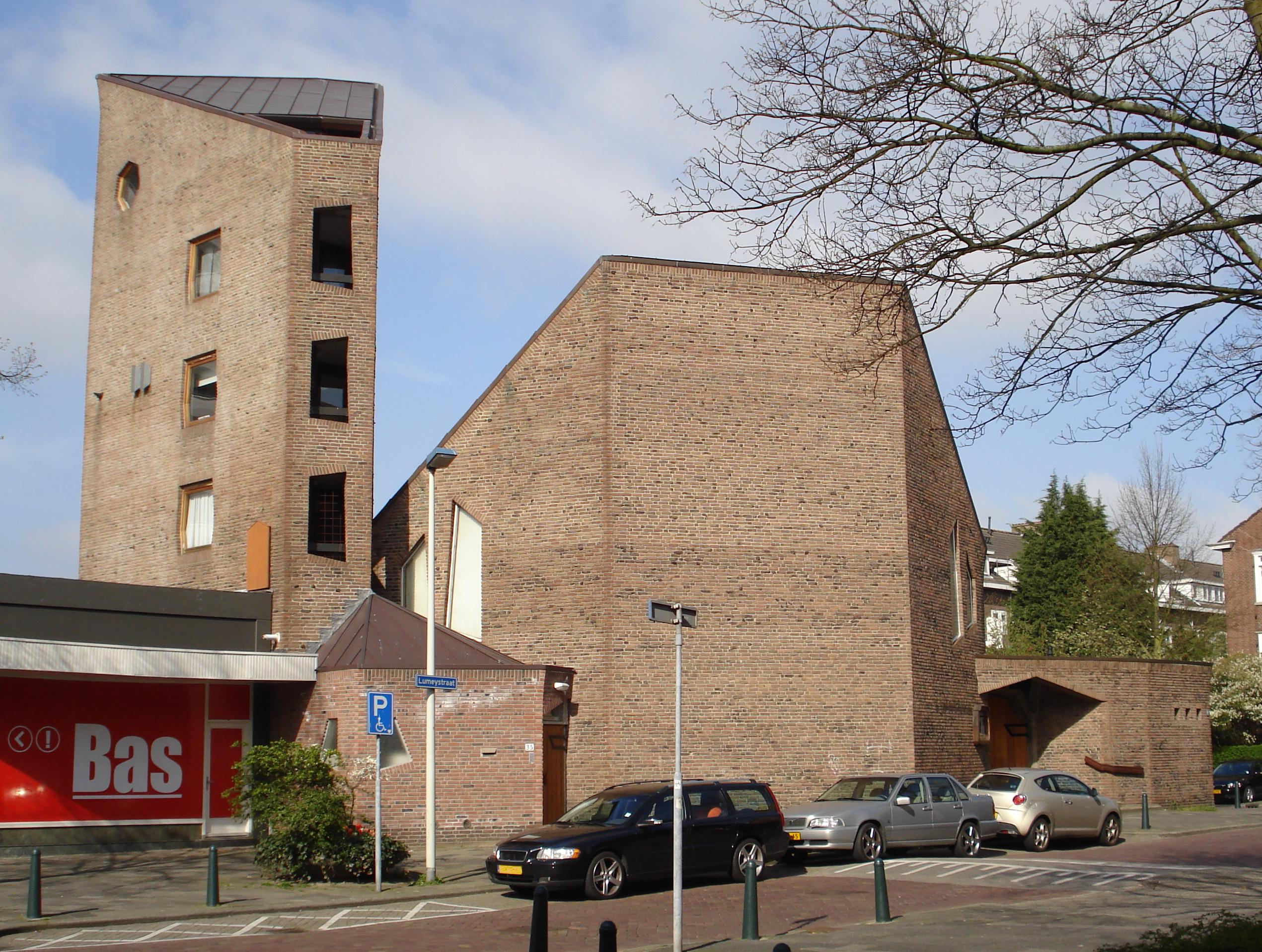
Christengemeenschap in Rotterdam
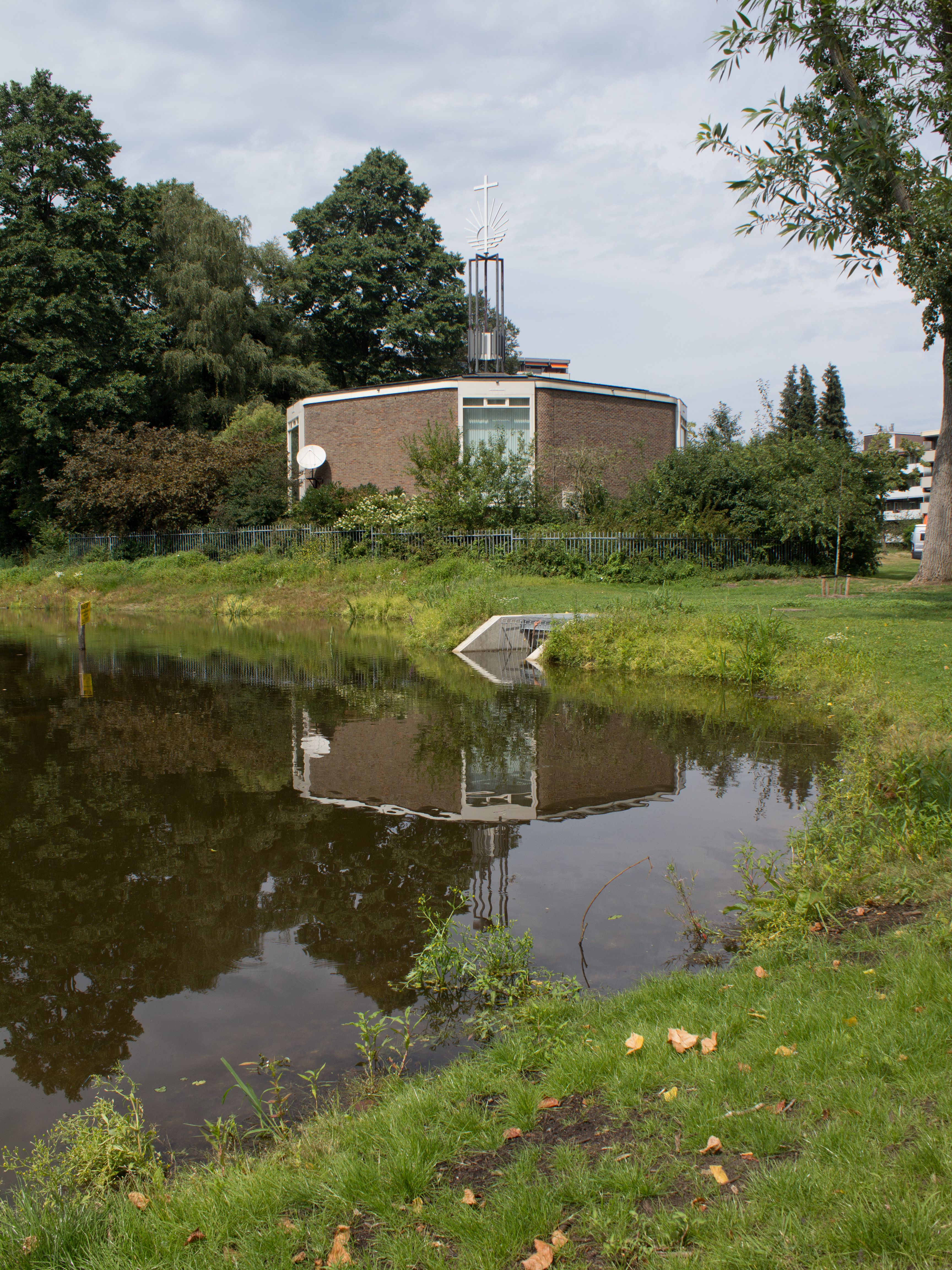
Nieuw Apostolische kerk in Eindhoven